# Mercedes-Benz Travego
Le Mercedes O 580 Travego est un car de grand tourisme lancé à l'automne 1999 en remplacement du Mercedes O 404. Il possède une hauteur debout de 2,10 m et une largeur intérieure exploitant pleinement la largeur hors-tout autorisée de 2,55 m. Ses moteurs développent de 408 à 476 ch. L'intervalle de temps séparant deux révisions a été porté de 45 000 km sur son prédécesseur à 90 000 km sur celui-ci.

## Modèles
- Versions initiales :
  - O 580 15 RH
  - O 580 15 RHD
  - O 580 17 RHD
- Versions actuelles (depuis le Travego R2) :
  - Travego (15 RHD)
  - Travego M (16 RHD)
  - Travego L (17 RHD)

## Galerie

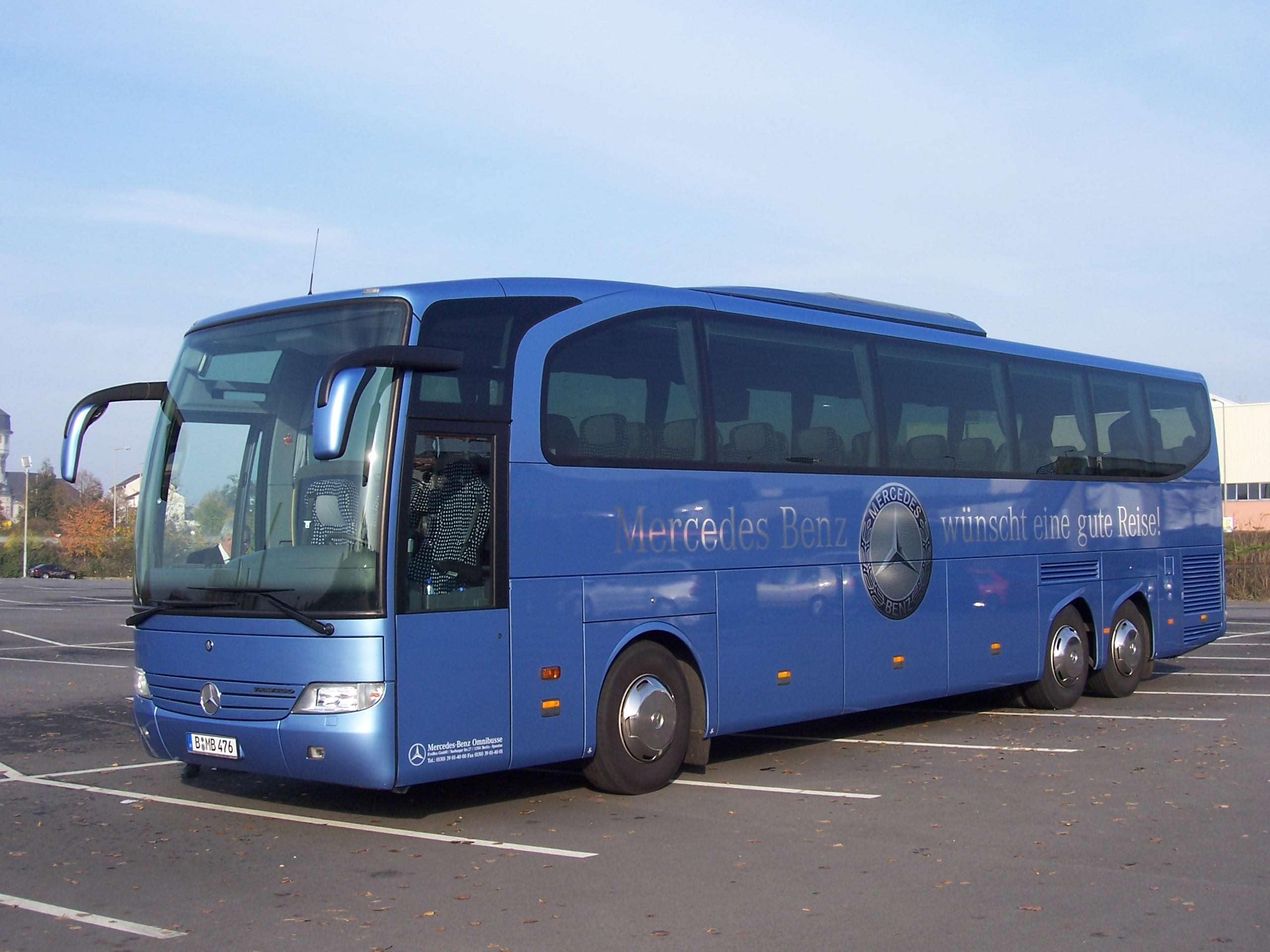
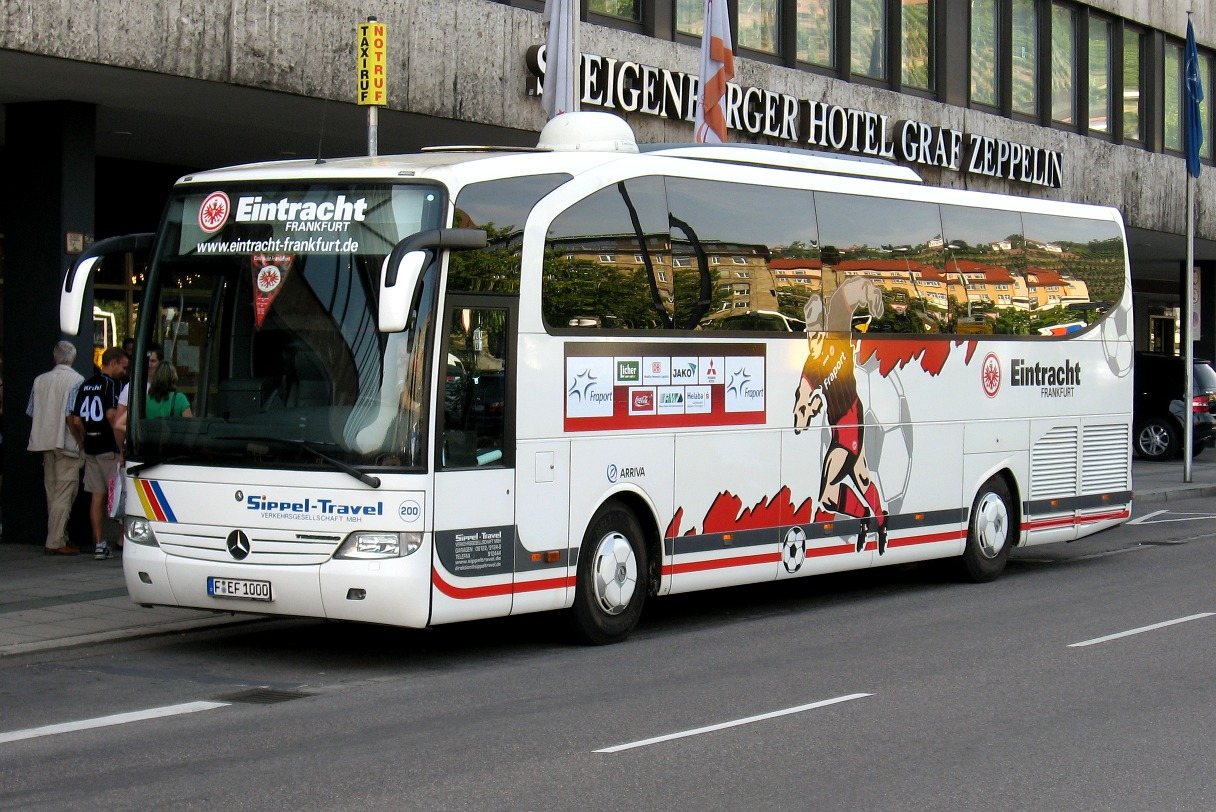
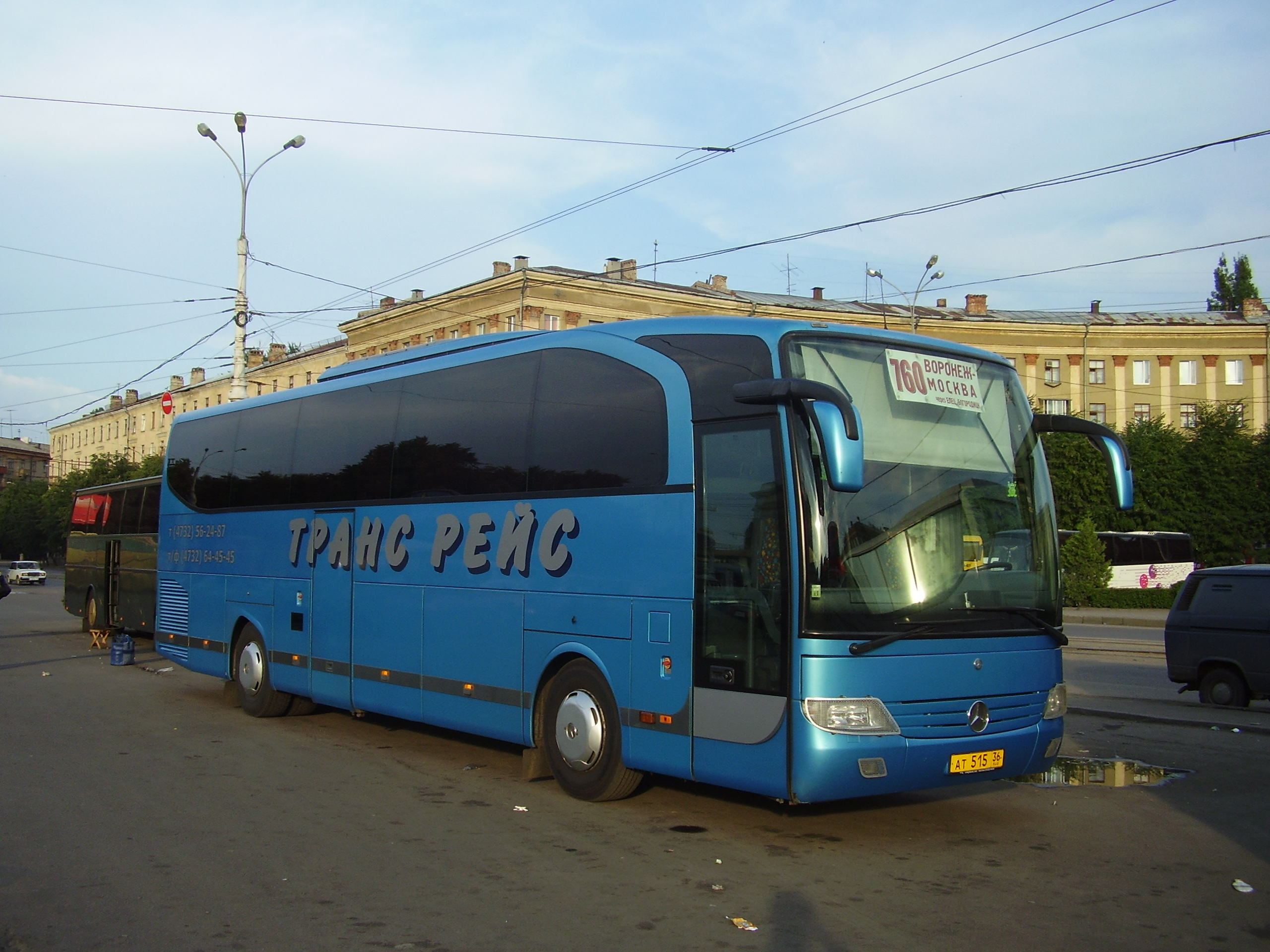
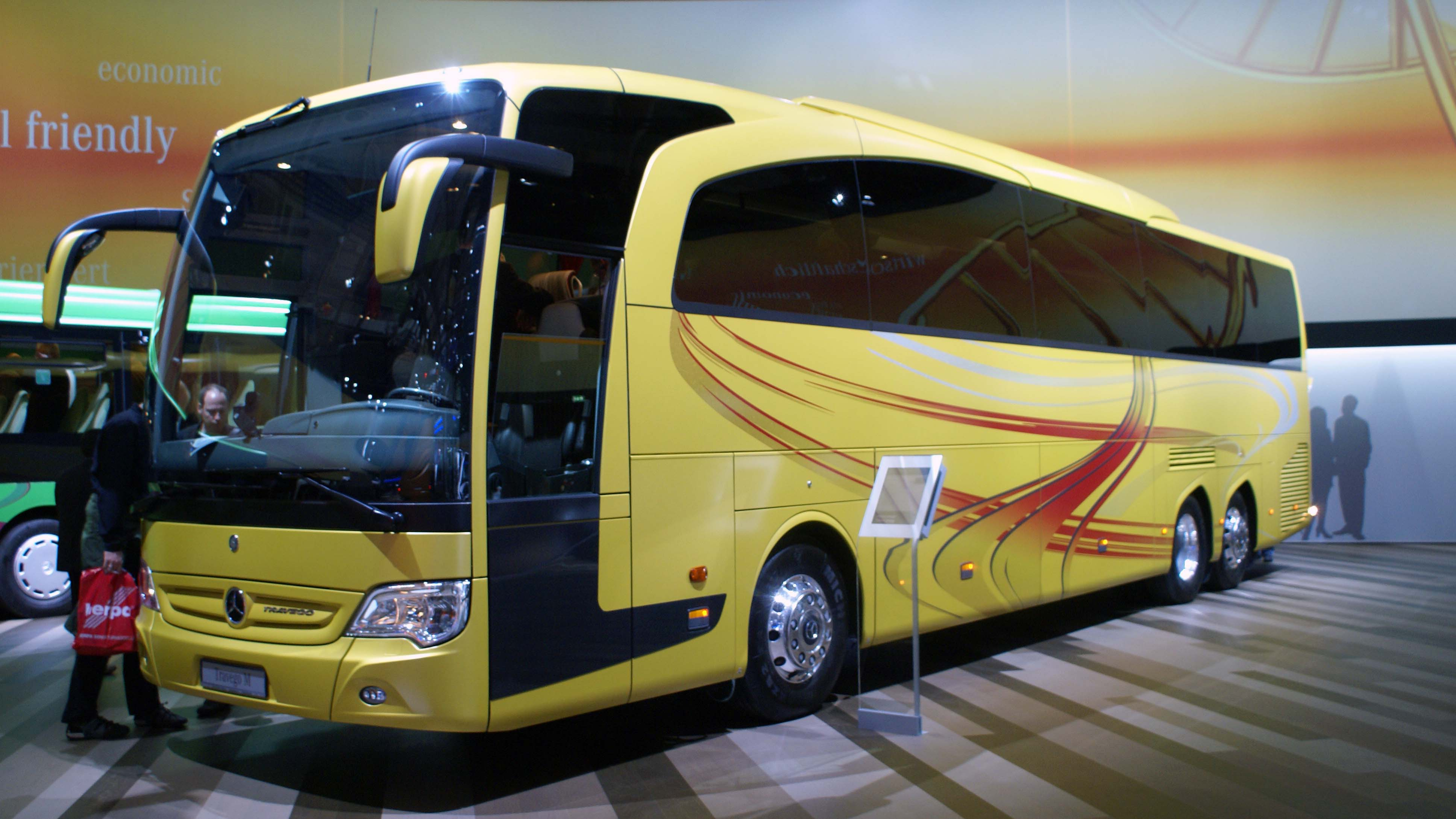